# یواس‌اس لیبرتی (ای‌جی‌تی‌آر-۵)
یواس‌اس لیبرتی (ای‌جی‌تی‌آر-۵) (به انگلیسی: USS Liberty (AGTR-5)) یک کشتی بود که طول آن ۱۳۹ متر (۴۵۶ فوت) بود. این کشتی در سال ۱۹۶۴ ساخته شد.